# Amélie Rey-Balla
Amélie Rey-Balla (1840-1889) est une artiste lyrique. Elle possédait une voix de soprano et a participé en 1865 à la version française de l'opéra Macbeth de Giuseppe Verdi, à Paris, au Théâtre-Lyrique, dans le rôle de Lady Macbeth.